# Messier 84
Messier 84 (auch als NGC 4374 bezeichnet) ist eine 9,2 mag helle Galaxie mit einer Flächenausdehnung von 6,5′ × 5,6′ im Sternbild Jungfrau auf der Ekliptik.
M84 liegt im Zentrum des Virgo-Galaxienhaufens in der Nachbarschaft der Riesengalaxie M87 und ist etwa 43 Millionen Lichtjahre von der Milchstraße entfernt. Früher wurde ihr Typ in der Hubble-Sequenz mit E1 (elliptisch abgeplattet) angegeben. Moderne Autoren gehen aber eher davon aus, dass es sich um eine linsenförmige Galaxie vom Typ S0 handelt, auf die wir praktisch frontal schauen.
M84 markiert den Beginn der sogenannten Markarjanschen Kette, einer Gruppe von Galaxien in einem Gebiet von etwa 1,5 Grad Durchmesser.
Messier 84 wurde zunächst von Johann Köhler am 5. Mai 1779 entdeckt und am 18. März 1781 von dem französischen Astronomen Charles Messier wiederentdeckt.

## Supernovae
- Am 23. April 1957 wurde die Supernova SN 1957B von Typ Ia entdeckt.[4][5][6]
- Am 13. Juni 1980 wurde die Supernova SN 1980I entdeckt.[7][6]
- Am 3. Dezember 1991 wurde die Supernova SN 1991bg von Typ Ia-p entdeckt.[8][5][6]